# Aedes subtrichurus
Aedes subtrichurus är en tvåvingeart som beskrevs av Friedrich Wilhelm Martini 1927. Aedes subtrichurus ingår i släktet Aedes och familjen stickmyggor.
Artens utbredningsområde är Turkiet. Inga underarter finns listade i Catalogue of Life.